# Щало
Щало — озеро на юго-западе Тихвинского района Ленинградской области, в междуречье Волхова и Сяси, в центре болота Зеленецкие Мхи.
Площадь озера составляет 2,7 км². Длина озера 2,6 км, максимальная ширина в северной части — 1,5 км. Высота над уровнем моря — 49,7 м.
Водоём имеет овальную форму с сужением в средней части. Берега озера низкие, со всех сторон поросшие болотной растительностью. В Щало на севере впадает ручей, на юге вытекает река Палуй, которая, теряясь в болотах, впадает в Луненку, притоку Сяси, относящуюся к бассейну Ладожского озера.
Ближайший населённый пункт, посёлок Валя, находится в 7 км к северо-востоку.